# Wildbichler Brücke
Die Wildbichler Brücke ist eine Straßenbrücke in Kufstein in Tirol. Sie führt über den Inn, die Tiroler Straße B 171 und die Unterinntalbahn. Auf der Brücke verlaufen die Inntalautobahn A 12 und die Wildbichler Straße B 175 auf zwei getrennten Brückentragwerken. Die Brücke ist ein neuralgischer Verkehrsknotenpunkt des städtischen Verkehrs und des internationalen Nord-Süd-Verkehrs auf der A 12.
Die Brücke wurde im Zuge des Autobahnbaus 1966–1969 errichtet. Sie war die erste Brücke, die nach dem von Willi Baur und Fritz Leonhardt entwickelten Taktschiebeverfahren konstruiert wurde. Dabei wurden die einzelnen Tragwerksabschnitte am Widerlager hergestellt und über Hilfsstützen vorgeschoben.
Im Dezember 1988 wurden bei einer routinemäßigen Überprüfung des Tragwerks stellenweise starke Korrosionsschäden festgestellt. Daraufhin wurde bis Anfang Juli 1990 die gesamte Vorspannung erneuert und die Spannglieder ausgetauscht.
Am 11. Juli 1990 sackte die Fahrbahn plötzlich ab und alle auf und unter der Brücke verlaufenden Verkehrswege mussten wegen Einsturzgefahr gesperrt werden. Der 52 m lange Flusspfeiler, auf dem alle drei Tragwerke liegen, hatte sich oberwasserseitig um 25 cm, unterwasserseitig um 1,4 m gesetzt und schief gestellt. Für die Sanierung wurde der Untergrund stabilisiert, der Flusspfeiler ummantelt, die Tragwerke in die ursprüngliche Lage angehoben und die Spannbewehrung ausgetauscht. Im Juni 1992 konnte die Brücke wieder für den Verkehr freigegeben werden. Bis dahin wurde der gesamte Autobahn- und Hauptstraßenverkehr durch die Kufsteiner Innenstadt umgeleitet und die ÖBB-Strecke zeitweilig gesperrt.